# Blaschkoallee

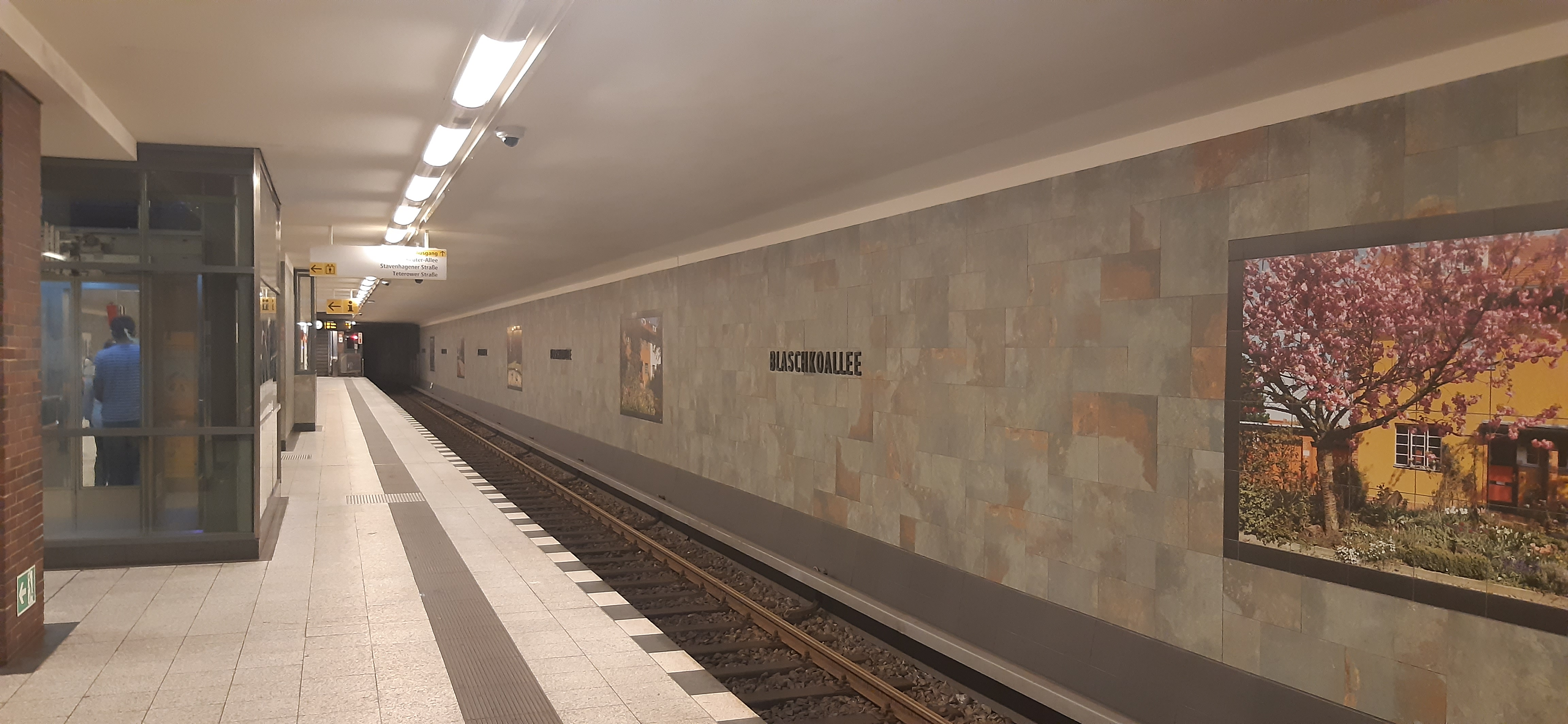

Blaschkoallee är en tunnelbanestation på linje U7 i Berlins tunnelbana. Den öppnades 1963 som en del i den södra förlängningen av linjen. Den ligger i området Britz söder om Neukölln och i närheten ligger Park am Buschkrug och Hufeisensiedlung.
1. 1 2  Der Himmel unter West-Berlin, februari 2019, s. 358, ISBN 3-9820586-0-0.[källa från Wikidata]